# Nyanza (tỉnh)

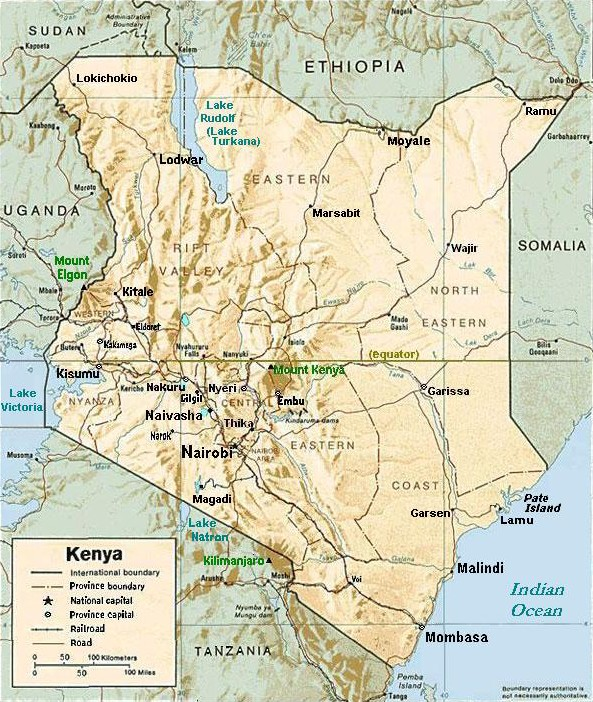
Bản đồ tỉnh Nyanza

Nyanza là một tỉnh nước Kenya, trên hồ Victoria. Một trong bảy tỉnh ngoại trừ thủ đô Nairobi. Nằm góc phía Tây Nam đất nước. Đến năm 2009 vẫn được coi là một trong những tỉnh nghèo nhất nước. Nơi đây có ngôi làng Kogelo nơi được xem là quê nội của ông Barack Obama tổng thống Hoa Kỳ.